# Almyrós
Almyrós (en grec moderne : Αλμυρός) est un dème situé dans la périphérie de Thessalie en Grèce. Le dème actuel est issu de la fusion en 2011 entre les dèmes d'Almyrós, d'Anávra, de Pteleós et de Soúrpi.

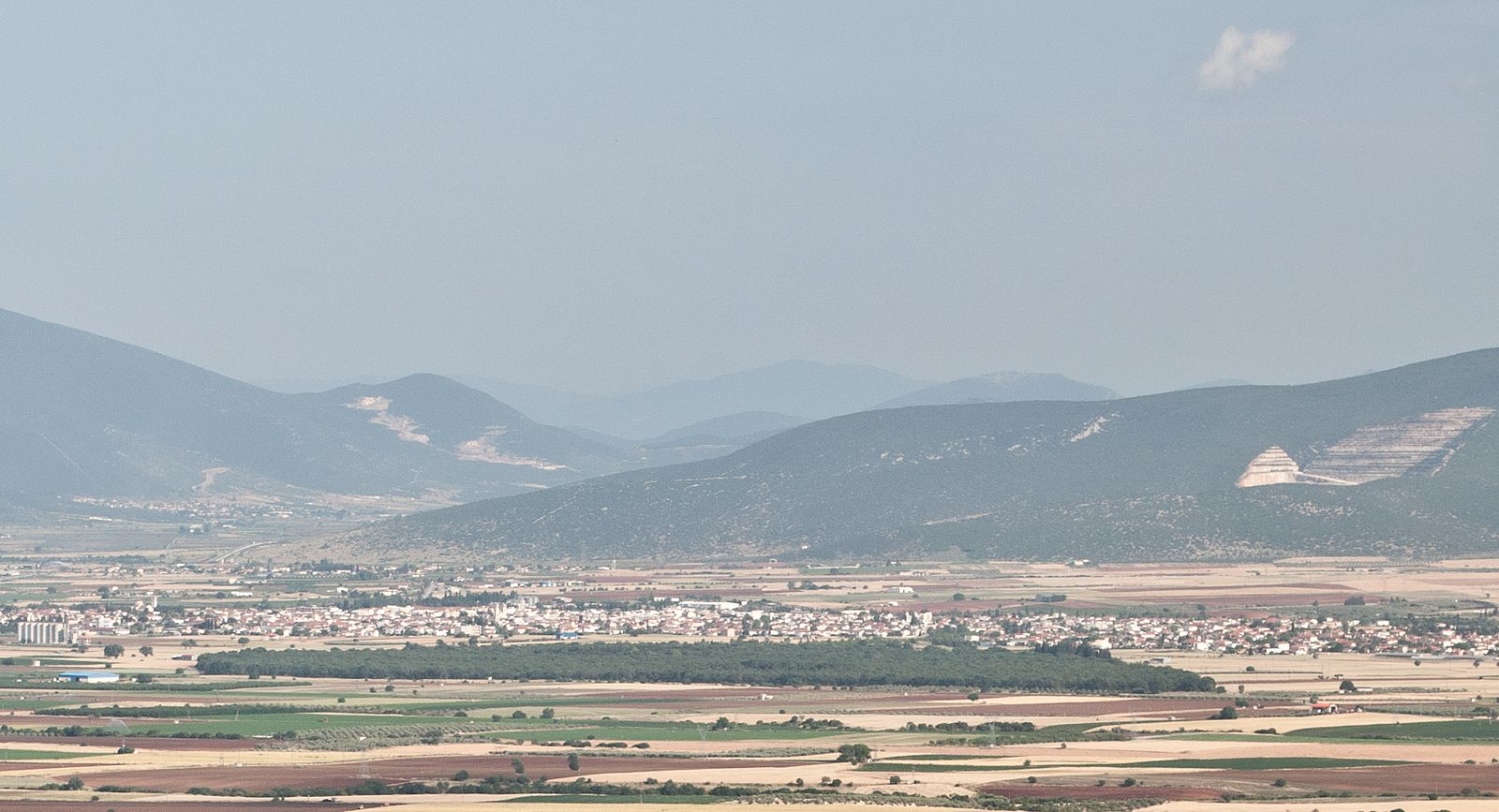
Vue de la forêt de Kouri depuis le nord-ouest d'Almyrós